# Smértos
Smértos är en ort i Grekland.   Den ligger i prefekturen Thesprotia och regionen Epirus, i den västra delen av landet, 300 km nordväst om huvudstaden Aten. Smértos ligger 78 meter över havet och antalet invånare är 201.
Terrängen runt Smértos är huvudsakligen kuperad, men västerut är den platt.Runt Smértos är det ganska tätbefolkat, med 75 invånare per kvadratkilometer. Närmaste större samhälle är Igoumenitsa, 11,1 km söder om Smértos. Trakten runt Smértos består till största delen av jordbruksmark.